# Vic Ruggiero

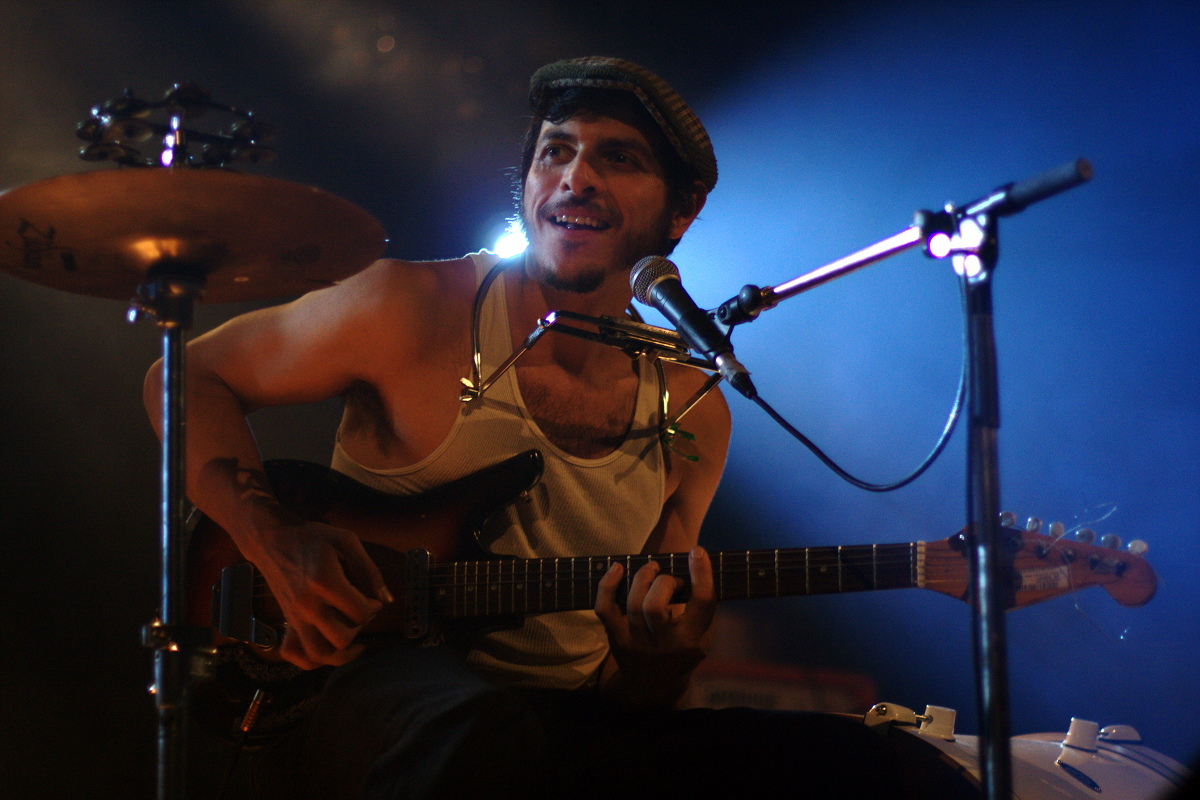
Vic Ruggiero (am 18. Juni 2009 in Lindau)

Victor „Vic“ Ruggiero (auch bekannt als Ruggaroo, Lord Sluggo oder Bad Vic) ist ein New Yorker Musiker, der hauptsächlich Ska, Rocksteady, Reggae und verwandte Musikstile spielt. Zurzeit ist er in New Jersey wohnhaft.

## Leben
Ruggiero hat in vielen Bands gespielt. Die bekanntesten sind The Slackers (die vorher The Nods hießen), die Stubborn All-Stars und die SKAndalous All-Stars. Weiterhin war Ruggiero an mehreren Projekten mit seinem Freund und Label-Boss Tim Armstrong von der US-amerikanischen Punk-Band Rancid beteiligt. So spielte er diverse Tasteninstrumente auf beiden Alben der Transplants sowie auf dem Album Try This der Pop-Sängerin Pink, von dem 8 der 13 Lieder mit Tim Armstrongs Hilfe entstanden.
Ein gemeinsames Projekt mit Tim Armstrong unter dem Namen The Silencers brachte es zu nur einer Veröffentlichung auf einem Hellcat Label-Sampler. Weiterhin spielte er Orgel und diverse andere Instrumente auf den Rancid-Alben ...And Out Come The Wolves, Life Won’t Wait, Indestructible und Let The Dominoes Fall.
Neben seinen Beteiligungen an oben genannten Bands ist Ruggiero seit vielen Jahren als Solo-Künstler aktiv. Auf seinen Platten, auf denen Ruggiero hauptsächlich Gitarre, Mundharmonika und Schlagzeug spielt, sind jedoch vorwiegend Rockabilly-, Country- und Blues-Stücke zu hören. Unter eigenem Namen veröffentlichte er die Alben Living In Sin/Understanding New Jersey (USA 1999, Re-Release beim Label moanin', Deutschland 2006), Alive At The Ladybug House (Thought Squad, USA, 2004), Hamburguru (Ska In The World Records, Japan, 2007), Something in my Blindspot (moanin', Deutschland, 2008), On The Ragtime (Thought Squad, USA, 2009), Songs For Clandestine Lovers (Ska In The World Records, Japan, 2009) und Don’t Feed The Cats In Iraq (Asian Man, USA, 2010).

## Diskografie (Auswahl)

### Solo
- 1998: My Own Private Apocalypse (Demo)
- 2001: Understanding New Jersey & Living in Sin (2006 auf Moanin' Music)
- 2001: This is Special Potatoe, Vol. 1 (Damaged Goods)
- 2004: Alive at the Ladybug House (Thought Squad)
- 2005: Mean & Nasty / Yes It’s True (7’’, Ska In The World Records)
- 2006: Top Secret Bountry and Clues (auch bekannt als Blues and Clues und Bounty and Clues, Demo)
- 2007: Hamburguru (Ska In The World Records)
- 2008: Something in My Blindspot (Moanin' Music)
- 2009: On the Ragtime (7’’) (Silver Sprocket/ThoughtSquad)
- 2009: Meatball and Sushi Party (Split-EP mit The Zoot16, Ska In The World Records)
- 2009: On the Ragtime (Silver Sprocket/Thought Squad)
- 2009: Songs for Clandestine Lovers (2009) (Ska In The World Records)
- 2009: The New Dark Ages (Kollaboalbum mit Kepi Ghoulie, Asian Man Records)
- 2009: Never Go Back Home (7’’, Silver Sprocket)
- 2010: Don’t Feed the Cats in Iraq (Kollabo-Album mit Phil Nerges) (Asian Man Records)
- 2010: Vic & Friends, Volume 1 (Digitales Album, Whatevski Records)
- 2011: Ska Is Dead Vol. 3 (Split-EP mit Maddie Ruthless und The Forthrights, Asbestos Records/Underground Communique)
- 2011: Baby Fada (7’’ zusammen mit Ari Up, Ska In The World Records)
- 2012: Ska Is Dead Vol. 4 (Split-EP mit Chewing on Tinfoil, Asbestos Records/Underground Communique)

### Mit The Slackers
- siehe The Slackers#Diskografie

### Mit The Stubborn All-Stars
- 1995: Open Season (Another Planet)
- 1997: Back With a New Batch (Triple Crown)
- 1999: Nex Music (Stubborn Records)
- 1999: At Version City (Grover Records)
- 1999: NYC Ska Sensation (Jamdown Records)

### Mit The SKAndalous All-Stars
- 1997: Hit Me (Shanacie)
- 1998: Punk Steady (Shanacie)
- 1999: Age of Insects (Shanacie)

### Mit Da Whole Thing
- 1998: Tooth
- 1998: At Version City

### Weitere Alben
- 1998: Demonstration von Skinnerbox
- 1998: Life Won’t Wait von Rancid
- 1998: At Ease von The Gadjits
- 1999: Playtime von David Hillyard
- 1999: The Destruction of Utopia Pt. 2 mit Sic&Mad
- 2001: Live in Europe von New York Ska Jazz Ensemble
- 2002: Transplants von Transplants
- 2003: Indestructible von Rancid
- 2003: Try This von Pink
- 2004: United front von David Hillyard
- 2005: Back for Christmas von Alexandra Lawerentz
- 2005: Haunted Cities von Transplants
- 2005: Slackness von Chris Murray & The Slackers
- 2006: My Riot von Roger Miret & The Disasters
- 2008: Sees America von Mr. T-Bone
- 2009: America for Sale mit Tremoflex9000
- 2009: Yardsale mit Chris Murray
- 2009: Let the Dominoes Fall von Rancid
- 2009: InBetweenTheLines von P.O. Box
- 2011: Policeman von Maddie Ruthless